# Martin Berger
Pour les articles homonymes, voir Berger (homonymie).

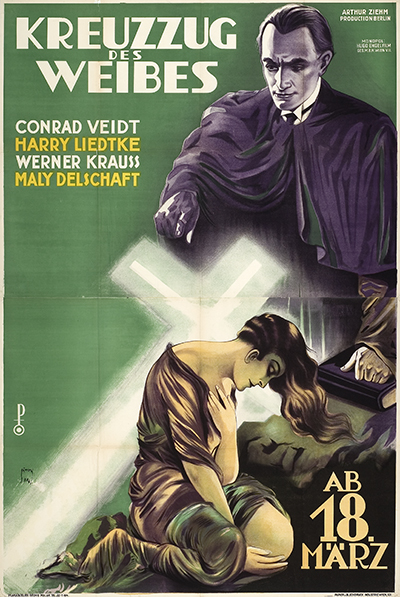
Affiche de Kreuzzug des Weibes.

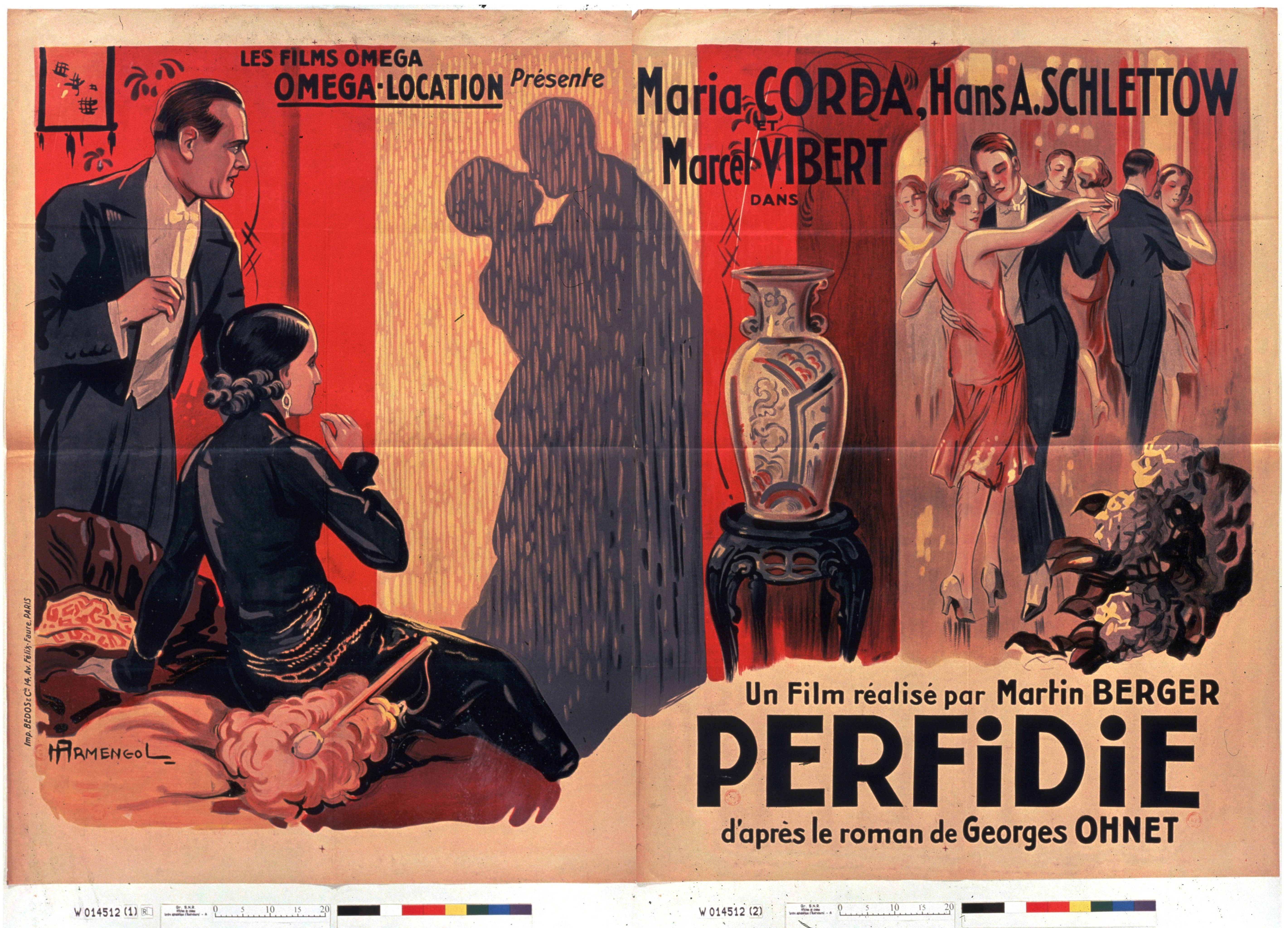
Affiche de Perfidie.

Martin Berger, né le 7 juillet 1871 dans l'Empire allemand, mort le 13 janvier 1935 à Berlin, est un réalisateur, scénariste et producteur allemand.

## Biographie
Martin Berger débute comme acteur et metteur en scène au théâtre. À partir de 1916, il travaille dans le cinéma. Après avoir réalisé deux films, il écrit le scénario du drame d'amour d'Otto Rippert, La Fille du roi de Travankore en 1917. En novembre de 1918, Berger fait campagne contre une orientation purement commerciale de la production cinématographique. L'année suivante, il rejoint l'« Association des auteurs de films allemands » et est cofondateur de la « Volksfilmbühne ».
Après Mazeppa, le héros du peuple ukrainien (1919) avec Werner Krauß dans le rôle-titre, Berger se consacre à plusieurs films de critique sociale. Gesindel – Marodeure der Revolution (1919), qui prônait un système de conseils, et The Naked et Death Sentence n'ont pu être projetés qu'après s'être soumis aux exigences de la censure de l'époque.

## Filmographie
- 1916 : Kismet
- 1917 : Die Königstochter von Travankore (de)
- 1919 : Die Nackten – Ein sozialpolitischer Film
- 1919: Marodeure der Revolution
- 1919: Mazeppa, der Volksheld der Ukraine
- 1919: Todesurteil (de)
- 1920 : Dieb und Weib
- 1920: Menschen
- 1920: Sturm
- 1921 : Mysterium
- 1921 : Ton Sort
- 1924 : Die Schmiede
- 1925 : Freies Volk
- 1926 : Kreuzzug des Weibes
- 1927 : Die Ausgestoßenen (de)
- 1927: Die Hochstaplerin (de)
- 1928 : Rasputins Liebesabenteuer
- 1929 : Heilige oder Dirne (de)
- 1929: Sturmflut der Liebe
- 1930: Verklungene Träume